# تنقل بواسطة الدراجات

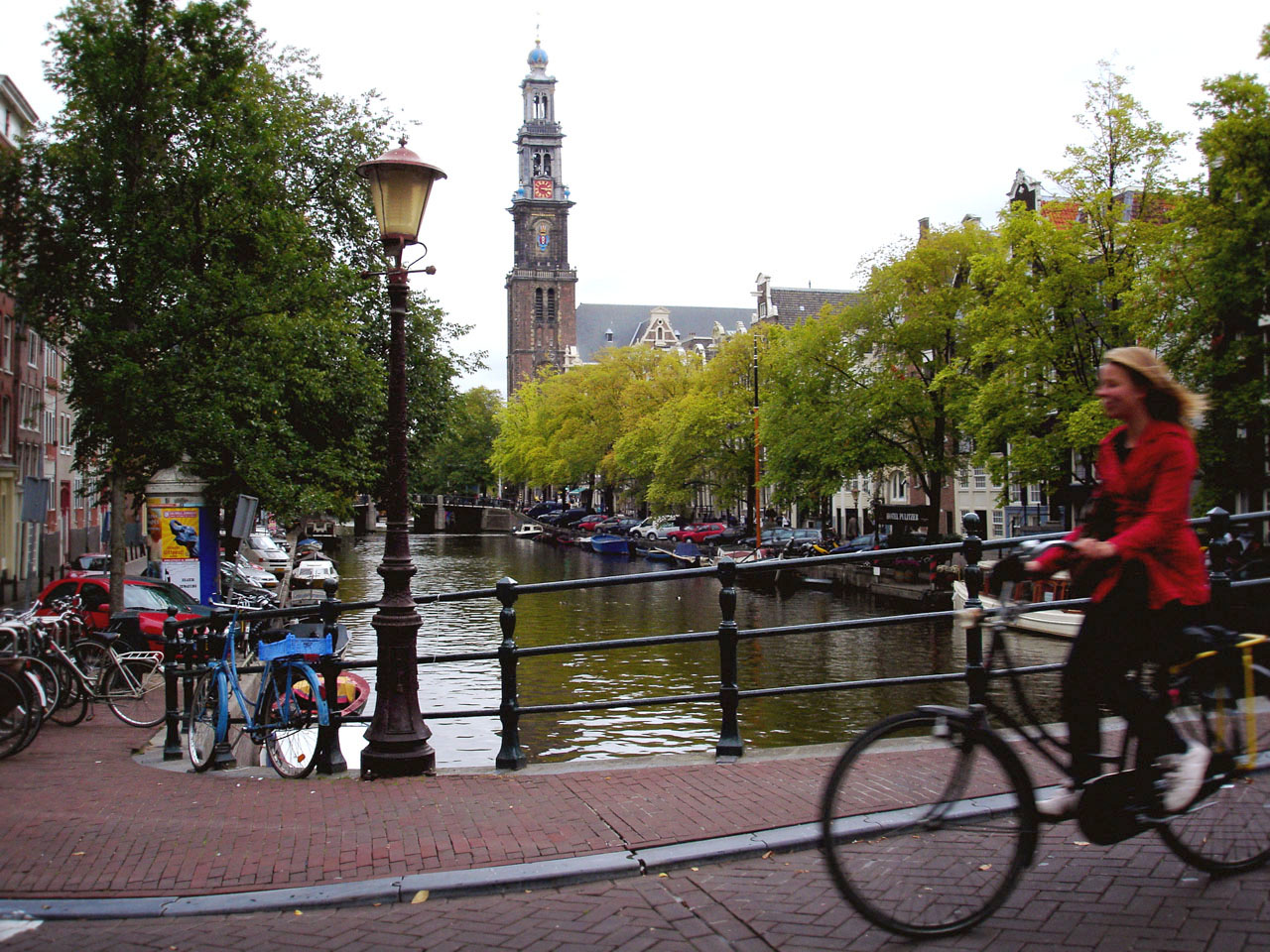
ركوب الدراجات في أمستردام

تنقل بواسطة الدراجات يقصد به الانتقال من مكان إلى أخر لمسافات قصيرة من خلال ركوب الدراجات، ولا تعد هذه من ضمن الأنشطة الرياضية أو الترفيهية.

## مقالات ذات صلة
- سهولة حركة الدراجات